# Discografia de Jimmy Eat World
Esta lista detalha a discografia da banda Jimmy Eat World.

## Álbuns de estúdio
| Ano                       | Detalhes | Posições | Posições | Posições | Posições | Posições | Posições | Posições | Posições | Posições | Certificação (Vendas) |
| Ano                       | Detalhes | EUA      | AUS      | AUT      | CAN      | ALE      | IRL      | NZ       | SUI      | UK       | Certificação (Vendas) |
| ------------------------- | --- | -------- | -------- | -------- | -------- | -------- | -------- | -------- | -------- | -------- | --------------------- |
| 1994                      | Jimmy Eat World - Lançamento: 1994 - Gravadora: Wooden Blue Records(I.S.Y. 004) - Formato: CD                   | —        | —        | —        | —        | —        | —        | —        | —        | —        |                       |
| 1996                      | Static Prevails - Lançamento: 23 de Julho de 1996 - Gravadora: Capitol Records (32404) - Formato: CD, Cassette  | —        | —        | —        | —        | —        | —        | —        | —        | —        |                       |
| 1999                      | Clarity - Lançamento: 23 de Fevereiro de 1999 - Gravadora: Capitol (55950) - Formato: CD, LP                    | —        | —        | —        | —        | 47       | —        | —        | —        | —        |                       |
| 2001                      | Bleed American[A] - Lançamento: 24 de Julho de 2001 - Gravadora: DreamWorks Records (4503342) - Formato: CD, LP | 31       | —        | —        | —        | 20       | —        | 43       | —        | 62       | - EUA: Platina        |
| 2004                      | Futures - Lançamento: 19 de Outubro de 2004 - Gravadora: Interscope Records (000335812) - Formato: CD, LP       | 6        | 27       | —        | 7        | 33       | 51       | —        | 65       | 22       | - EUA: Ouro           |
| 2007                      | Chase This Light - Lançamento: 16 de Outubro de 2007 - Gravadora: Interscope (000992402) - Formato: CD, LP      | 5        | 30       | 73       | —        | 54       | 56       | —        | 94       | 27       |                       |
| 2010                      | Invented - Lançamento: 28 de Setembro de 2010 - Gravadora: Interscope - Formato: CD, LP                         | 11       | 20       | 67       | 22       | 44       | 50       | —        | 73       | 29       |                       |
| 2013                      | Damage - Lançamento: 11 de junho de 2013 - Gravadora: RCA - Formatos: CD, LP                                    | 14       | 26       | 54       | —        | 41       | 91       | —        | 55       | 38       |                       |
| 2016                      | Integrity Blues - Lançamento: 21 de Outubro de 2016 - Gravadora: RCA - Formato: CD, LP                          | 17       | 27       | —        | 70       | 35       | 41       | —        | 80       | 21       |                       |
| 2019                      | Surviving - Lançamento: 18 de outubro de 2019 - Gravadora: RCA - Formato: CD, LP                                | 90       | 56       | —        | —        | 44       | —        | —        | —        | 21       |                       |
| "—" não chegou às tabelas | |          |          |          |          |          |          |          |          |          |                       |

Notas
- A ↑  Bleed American foi reintitulado Jimmy Eat World após os ataques de 11 de Setembro.[16]

## Ao vivo
| Ano  | Detalhes                                                                                         |
| ---- | ------------------------------------------------------------------------------------------------ |
| 2008 | Chase This Light Tour 2008 - Lançamento: 18 de Fevereiro de 2008 - Gravadora: Interscope Records |
| 2009 | Clarity Live - Lançamento: 7 de Abril de 2009                                                    |
| 2013 | iTunes Festival: London 2011 -EP - Lançamento: Julho de 2011                                     |

## Compilações
| Ano  | Detalhes                                                                    |
| ---- | --------------------------------------------------------------------------- |
| 2000 | Singles - Lançamento: 8 de Agosto de 2000 - Gravadora: Big Wheel Recreation |

## EP
| Ano  | Detalhes                                                                                   |
| ---- | ------------------------------------------------------------------------------------------ |
| 1994 | One, Two, Three, Four - Lançamento: 1994 - Gravadora: Wooden Blue Records                  |
| 1998 | Jimmy Eat World (EP) - Lançamento: 14 de Dezembro de 1998 - Gravadora: Fueled by Ramen     |
| 2001 | Last Christmas - Lançamento: 2001 - Gravadora: Better Looking Records                      |
| 2002 | Good to Go - Lançamento: 22 de Fevereiro de 2002 - Gravadora: Universal Records            |
| 2004 | Firestarter - Lançamento: 3 de Agosto de 2004 - Gravadora: Better Looking                  |
| 2005 | Stay on My Side Tonight - Lançamento: 4 de Outubro de 2005 - Gravadora: Interscope Records |

## Singles split
| Ano  | Detalhes |
| ---- | --- |
| 1995 | Christie Front Drive / Jimmy Eat World - Formato: 7" vinil - Gravadora: Wooden Blue Records - Outra banda: Christie Front Drive |
| 1995 | Jimmy Eat World / Emery Split 7" - Formato: 7" vinil - Gravadora: Ordinary - Outra banda: Emery                                 |
| 1996 | Jimmy Eat World / Blueprint Split 7" - Formato: 7" vinil - Gravadora: Abridged - Outra banda: Blueprint                         |
| 1996 | Jimmy Eat World / Less Than Jake - Formato: Cassette - Gravadora: Capitol Records - Outra banda: Less Than Jake                 |
| 1997 | Jimmy Eat World / Sense Field / Mineral - Formato: 7" vinil - Gravadora: Crank - Outra banda: Sense Field, Mineral              |
| 1998 | J.E.W. / Jejune Split 7" - Format: 7" vinil - Gravadora: Big Wheel Recreation - Outra banda: Jejune                             |
| 2000 | Jebediah / Jimmy Eat World - Format: 7" vinil - Gravadora: Big Wheel Recreation - Outra banda:Jebediah                          |
| 2004 | Taking Back Sunday / Jimmy Eat World - Format: 7" vinil - Gravadora: - Outra banda: Taking Back Sunday                          |

## Singles

### Singles oficiais
| 1996                       | "Rockstar"              | —   | —  | —  | —  | —  | —  | —  | —   | Static Prevails  |
| 1999                       | "Lucky Denver Mint"[B]  | —   | —  | —  | —  | —  | —  | —  | —   | Clarity          |
| 1999                       | "Blister"               | —   | —  | —  | —  | —  | —  | —  | —   | Clarity          |
| 2001                       | "Bleed American"        | —   | —  | 18 | —  | —  | —  | —  | 60  | Bleed American   |
| 2001                       | "The Middle"            | 5   | 39 | 1  | 49 | 98 | 46 | 28 | 26  | Bleed American   |
| 2002                       | "Sweetness"             | 75  | —  | 2  | —  | —  | —  | —  | 38  | Bleed American   |
| 2002                       | "A Praise Chorus"       | —   | —  | 16 | —  | —  | —  | —  | —   | Bleed American   |
| 2004                       | "Pain"[C]               | 93  | —  | 1  | —  | —  | —  | —  | 38  | Futures          |
| 2005                       | "Work"                  | 110 | —  | 6  | —  | —  | —  | —  | 49  | Futures          |
| 2005                       | "Futures"               | —   | —  | 27 | —  | —  | —  | —  | —   | Futures          |
| 2007                       | "Big Casino"            | 122 | —  | 3  | —  | —  | —  | —  | 119 | Chase This Light |
| 2007                       | "Always Be"             | —   | —  | 14 | —  | —  | —  | —  | 37  | Chase This Light |
| 2010                       | "My Best Theory"        | 114 | —  | 2  | —  | —  | —  | —  | —   | Invented         |
| 2011                       | "Coffee & Cigarettes"   | —   | —  | 23 | —  | —  | —  | —  | —   | Invented         |
| 2013                       | "I Will Steal You Back" | —   | —  | 23 | —  | —  | —  | —  | —   | Damage           |
| 2016                       | "Sure and Certain"      | —   | —  | 10 | —  | —  | —  | —  | —   | Integrity Blues  |
| 2017                       | "Get Right"             | —   | —  | —  | —  | —  | —  | —  | —   | Integrity Blues  |
| 2019                       | "All the Way (Stay)"    | —   | —  | —  | —  | —  | —  | —  | —   | Surviving        |
| 2019                       | "Love Never"            | —   | —  | —  | —  | —  | —  | —  | —   | Surviving        |
| "—" não chegou as tabelas. |                         |     |    |    |    |    |    |    |     |                  |

Notas
- A↑  Os singles "Work", "Big Casino" e My Best Theory estiveram fora do top 100 da Billboard Hot 100, apesar disso estão listados na Bubbling Under Hot 100 Singles.[29][30]
- B↑  Single apenas na Alemanha[31]
- C↑  "Pain" foi certificado Ouro pela RIAA[13]

### Outras faixas
| Ano  | Título             | EUA Pop | Álbum            |
| ---- | ------------------ | ------- | ---------------- |
| 2007 | "Chase This Light" | 99      | Chase This Light |

## Álbuns vídeo
| Ano  | Detalhes | Certificações |
| ---- | --- | ------------- |
| 2004 | Believe in What You Want DVD - Lançamento: 19 de Outubro de 2004 - Gravadora: Interscope Records - Formato: DVD | - CAN: Ouro   |

## Vídeo clipes
| Ano  | Título              | Director         |
| ---- | ------------------- | ---------------- |
| 1996 | "Rockstar"          | Richard Reines   |
| 1999 | "Lucky Denver Mint" | Darren Doane     |
| 2001 | "Bleed American"    | Ross Richardson  |
| 2001 | "The Middle"        | Paul Fedor       |
| 2002 | "Sweetness"         | Tim Hope         |
| 2004 | "Pain"              | Paul Fedor       |
| 2005 | "Work"              | Marc Webb        |
| 2007 | "Big Casino"        | Christopher Sims |
| 2008 | "Always Be"         | The Malloys      |
| 2010 | "My Best Theory"    | Ron Winter       |

## Outras participações
- "Seventeen" (Demo) - Banda sonora de Never Been Kissed
- "Lucky Denver Mint" (Versão alternativa) - Banda sonora de Never Been Kissed
- "New Religion" - The Duran Duran Tribute Album